# Liste der Nummer-eins-Hits in Belgien (2005)
Dies ist eine Liste der Nummer-eins-Hits in Belgien im Jahr 2005. Für die niederländischsprachigen Landesteile (Flandern) und die französischsprachigen Landesteile (Wallonie) werden getrennte Charts ermittelt. Veröffentlicht werden die Charts von Ultratop, das auf Initiative der Belgian Entertainment Association (BEA), der Vereinigung der Musik-, Film- und Spieleindustrie des Landes, entstanden ist.

## Flandern

### Singles
| ← 2004 ← | Liste der Nummer-eins-Hits in Belgien (Flandern) | Liste der Nummer-eins-Hits in Belgien (Flandern)   | Liste der Nummer-eins-Hits in Belgien (Flandern)                                                                                 | 2006 → |
| \| Zeitraum \| Wo. ges. \| Interpret \| Titel Autor(en) \| Zusätzliche Informationen \| \| (Zeitraum, Wochen auf Platz eins, Interpret, Titel, Autor[en], zusätzliche Informationen) \| \| \| \| \| \| ----------------------------------------------------------------------------------------- \| -------- \| -------------------------------------------------- \| -------------------------------------------------------------------------------------------------------------------------------- \| ---------------------------------------------------------------------------------------------------------------------------------------------------------------------------------------------- \| \| 25. Dezember 2004 – 21. Januar 2005 4 Wochen \| 4 \| Joeri Fransen \| Ya ’Bout to Find Out Jan Anna August Leyers, Michael T. Garvin \| – \| \| 22. Januar 2005 – 25. Februar 2005 5 Wochen \| 5 \| Artiesten Voor Tsunami 12-12 \| Geef een teken Stef Bos, Bob Savenberg \| – \| \| 26. Februar 2005 – 22. April 2005 8 Wochen \| 8 \| Schnappi, das kleine Krokodil \| Schnappi Musik: Iris Gruttmann; Text: Rosita Blissenbach, Iris Gruttmann \| – \| \| 23. April 2005 – 6. Mai 2005 2 Wochen \| 2 \| 50 Cent feat. Olivia \| Candy Shop Scott Spencer Storch, Curtis James Jackson \| – \| \| 7. Mai 2005 – 3. Juni 2005 4 Wochen \| 4 \| Star Academy \| Fame Musik: Michael Gore; Text: Dean Pitchford \| Die Castingshow-Teilnehmer bringen einen Nummer-eins-Hit aus dem Jahr 1980 ein weiters Mal an die Spitze. Irene Cara hatte den Song aus dem Film Fame – Der Weg zum Ruhm im Original gesungen. \| \| 4. Juni 2005 – 26. August 2005 12 Wochen \| 12 \| Crazy Frog \| Axel F. Harold Faltermeier \| – \| \| 27. August 2005 – 30. September 2005 5 Wochen \| 5 \| James Blunt \| You’re Beautiful James Blunt, Sacha Skarbek, Amanda Ghost \| – \| \| 1. Oktober 2005 – 14. Oktober 2005 2 Wochen \| 2 \| The Pussycat Dolls feat. Busta Rhymes \| Don’t Cha Thomas DeCarlo Callaway, Ray Anthony \| – \| \| 15. Oktober 2005 – 25. November 2005 6 Wochen (insgesamt 8) \| 8 \| Bob Sinclar pres. Goleo VI feat. Gary „Nesta“ Pine \| Love Generation Musik: Christophe Le Friant, Alain Wisniak, Jean-Guy Georges Schreiner; Text: Gary D. Pine, Duane Charles Harden \| – \| \| 26. November 2005 – 16. Dezember 2005 3 Wochen \| 3 \| Madonna \| Hung Up Björn K. Ulvaeus, Benny Goran Bror Andersson, Stuart David Price, Madonna L. Ciccone \| – \| \| 17. Dezember 2005 – 30. Dezember 2005 2 Wochen (insgesamt 8) \| 8 \| Bob Sinclar pres. Goleo VI feat. Gary „Nesta“ Pine \| Love Generation Musik: Christophe Le Friant, Alain Wisniak, Jean-Guy Georges Schreiner; Text: Gary D. Pine, Duane Charles Harden \| – \| \| 31. Dezember 2005 – 13. Januar 2006 2 Wochen \| 2 \| Kippensoep Allstars \| Kippensoep voor iedereen Gunther Verspecht, Wim Oosterlinck \| – \| |                                                  |                                                    | | |
| ← 2004 |                                                  |                                                    | | → 2006 → |
| Zeitraum | Wo. ges.                                         | Interpret                                          | Titel Autor(en) | Zusätzliche Informationen |
| (Zeitraum, Wochen auf Platz eins, Interpret, Titel, Autor[en], zusätzliche Informationen) |                                                  |                                                    | | |
| 25. Dezember 2004 – 21. Januar 2005 4 Wochen | 4                                                | Joeri Fransen                                      | Ya ’Bout to Find Out Jan Anna August Leyers, Michael T. Garvin                                                                   | – |
| 22. Januar 2005 – 25. Februar 2005 5 Wochen | 5                                                | Artiesten Voor Tsunami 12-12                       | Geef een teken Stef Bos, Bob Savenberg                                                                                           | – |
| 26. Februar 2005 – 22. April 2005 8 Wochen | 8                                                | Schnappi, das kleine Krokodil                      | Schnappi Musik: Iris Gruttmann; Text: Rosita Blissenbach, Iris Gruttmann                                                         | – |
| 23. April 2005 – 6. Mai 2005 2 Wochen | 2                                                | 50 Cent feat. Olivia                               | Candy Shop Scott Spencer Storch, Curtis James Jackson                                                                            | – |
| 7. Mai 2005 – 3. Juni 2005 4 Wochen | 4                                                | Star Academy                                       | Fame Musik: Michael Gore; Text: Dean Pitchford                                                                                   | Die Castingshow-Teilnehmer bringen einen Nummer-eins-Hit aus dem Jahr 1980 ein weiters Mal an die Spitze. Irene Cara hatte den Song aus dem Film Fame – Der Weg zum Ruhm im Original gesungen. |
| 4. Juni 2005 – 26. August 2005 12 Wochen | 12                                               | Crazy Frog                                         | Axel F. Harold Faltermeier | – |
| 27. August 2005 – 30. September 2005 5 Wochen | 5                                                | James Blunt                                        | You’re Beautiful James Blunt, Sacha Skarbek, Amanda Ghost                                                                        | – |
| 1. Oktober 2005 – 14. Oktober 2005 2 Wochen | 2                                                | The Pussycat Dolls feat. Busta Rhymes              | Don’t Cha Thomas DeCarlo Callaway, Ray Anthony                                                                                   | – |
| 15. Oktober 2005 – 25. November 2005 6 Wochen (insgesamt 8) | 8                                                | Bob Sinclar pres. Goleo VI feat. Gary „Nesta“ Pine | Love Generation Musik: Christophe Le Friant, Alain Wisniak, Jean-Guy Georges Schreiner; Text: Gary D. Pine, Duane Charles Harden | – |
| 26. November 2005 – 16. Dezember 2005 3 Wochen | 3                                                | Madonna                                            | Hung Up Björn K. Ulvaeus, Benny Goran Bror Andersson, Stuart David Price, Madonna L. Ciccone                                     | – |
| 17. Dezember 2005 – 30. Dezember 2005 2 Wochen (insgesamt 8) | 8                                                | Bob Sinclar pres. Goleo VI feat. Gary „Nesta“ Pine | Love Generation Musik: Christophe Le Friant, Alain Wisniak, Jean-Guy Georges Schreiner; Text: Gary D. Pine, Duane Charles Harden | – |
| 31. Dezember 2005 – 13. Januar 2006 2 Wochen | 2                                                | Kippensoep Allstars                                | Kippensoep voor iedereen Gunther Verspecht, Wim Oosterlinck                                                                      | – |

### Alben
| ← 2004 ← | Liste der Nummer-eins-Hits in Belgien (Flandern) | Liste der Nummer-eins-Hits in Belgien (Flandern) | Liste der Nummer-eins-Hits in Belgien (Flandern) | 2006 →                    |
| \| Zeitraum \| Wo. ges. \| Interpret \| Titel \| Zusätzliche Informationen \| \| (Zeitraum, Wochen auf Platz eins, Interpret, Titel, zusätzliche Informationen) \| \| \| \| \| \| ------------------------------------------------------------------------------ \| -------- \| --------------------- \| ------------------------------------- \| ------------------------- \| \| 1. Januar 2005 – 11. Februar 2005 6 Wochen (insgesamt 12) \| 12 \| Clouseau \| Vanbinnen \| – \| \| 12. Februar 2005 – 18. Februar 2005 1 Woche \| 1 \| The Chemical Brothers \| Push the Button \| – \| \| 19. Februar 2005 – 11. März 2005 3 Wochen (insgesamt 6) \| 6 \| U2 \| How to Dismantle an Atomic Bomb \| – \| \| 12. März 2005 – 18. März 2005 1 Woche \| 1 \| Anouk \| Hotel New York \| – \| \| 19. März 2005 – 8. April 2005 3 Wochen \| 3 \| Moby \| Hotel \| – \| \| 9. April 2005 – 22. April 2005 2 Wochen \| 2 \| Admiral Freebee \| Songs \| – \| \| 23. April 2005 – 13. Mai 2005 3 Wochen \| 3 \| Stash \| Rock ’n Roll Show \| – \| \| 14. Mai 2005 – 27. Mai 2005 2 Wochen \| 2 \| Bruce Springsteen \| Devils & Dust \| – \| \| 28. Mai 2005 – 10. Juni 2005 2 Wochen \| 2 \| Faithless \| Forever Faithless – The Greatest Hits \| – \| \| 11. Juni 2005 – 8. Juli 2005 4 Wochen \| 4 \| Coldplay \| X&Y \| – \| \| 9. Juli 2005 – 29. Juli 2005 3 Wochen \| 3 \| Star Academy \| Het Album – De Beste Songs \| – \| \| 30. Juli 2005 – 16. September 2005 7 Wochen (insgesamt 13) \| 13 \| Laura Lynn \| Dromen \| – \| \| 17. September 2005 – 14. Oktober 2005 4 Wochen \| 4 \| dEUS \| Pocket Revolution \| – \| \| 15. Oktober 2005 – 4. November 2005 3 Wochen \| 3 \| K3 \| Kuma hé \| – \| \| 5. November 2005 – 11. November 2005 1 Woche (insgesamt 4) \| 4 \| Frans Bauer \| 10 Jaar Hits \| – \| \| 12. November 2005 – 18. November 2005 1 Woche \| 1 \| Robbie Williams \| Intensive Care \| – \| \| 19. November 2005 – 25. November 2005 1 Woche (insgesamt 4) \| 4 \| Frans Bauer \| 10 Jaar Hits \| – \| \| 26. November 2005 – 16. Dezember 2005 3 Wochen \| 3 \| Madonna \| Confessions on a Dance Floor \| – \| \| 17. Dezember 2005 – 30. Dezember 2005 2 Wochen (insgesamt 13) \| 13 \| Laura Lynn \| Dromen \| – \| \| 31. Dezember 2005 – 6. Januar 2006 1 Woche \| 1 \| Enya \| Amarantine \| – \| |                                                  |                                                  |                                                  |                           |
| ← 2004 |                                                  |                                                  |                                                  | → 2006 →                  |
| Zeitraum | Wo. ges.                                         | Interpret                                        | Titel                                            | Zusätzliche Informationen |
| (Zeitraum, Wochen auf Platz eins, Interpret, Titel, zusätzliche Informationen) |                                                  |                                                  |                                                  |                           |
| 1. Januar 2005 – 11. Februar 2005 6 Wochen (insgesamt 12) | 12                                               | Clouseau                                         | Vanbinnen                                        | –                         |
| 12. Februar 2005 – 18. Februar 2005 1 Woche | 1                                                | The Chemical Brothers                            | Push the Button                                  | –                         |
| 19. Februar 2005 – 11. März 2005 3 Wochen (insgesamt 6) | 6                                                | U2                                               | How to Dismantle an Atomic Bomb                  | –                         |
| 12. März 2005 – 18. März 2005 1 Woche | 1                                                | Anouk                                            | Hotel New York                                   | –                         |
| 19. März 2005 – 8. April 2005 3 Wochen | 3                                                | Moby                                             | Hotel                                            | –                         |
| 9. April 2005 – 22. April 2005 2 Wochen | 2                                                | Admiral Freebee                                  | Songs                                            | –                         |
| 23. April 2005 – 13. Mai 2005 3 Wochen | 3                                                | Stash                                            | Rock ’n Roll Show                                | –                         |
| 14. Mai 2005 – 27. Mai 2005 2 Wochen | 2                                                | Bruce Springsteen                                | Devils & Dust                                    | –                         |
| 28. Mai 2005 – 10. Juni 2005 2 Wochen | 2                                                | Faithless                                        | Forever Faithless – The Greatest Hits            | –                         |
| 11. Juni 2005 – 8. Juli 2005 4 Wochen | 4                                                | Coldplay                                         | X&Y                                              | –                         |
| 9. Juli 2005 – 29. Juli 2005 3 Wochen | 3                                                | Star Academy                                     | Het Album – De Beste Songs                       | –                         |
| 30. Juli 2005 – 16. September 2005 7 Wochen (insgesamt 13) | 13                                               | Laura Lynn                                       | Dromen                                           | –                         |
| 17. September 2005 – 14. Oktober 2005 4 Wochen | 4                                                | dEUS                                             | Pocket Revolution                                | –                         |
| 15. Oktober 2005 – 4. November 2005 3 Wochen | 3                                                | K3                                               | Kuma hé                                          | –                         |
| 5. November 2005 – 11. November 2005 1 Woche (insgesamt 4) | 4                                                | Frans Bauer                                      | 10 Jaar Hits                                     | –                         |
| 12. November 2005 – 18. November 2005 1 Woche | 1                                                | Robbie Williams                                  | Intensive Care                                   | –                         |
| 19. November 2005 – 25. November 2005 1 Woche (insgesamt 4) | 4                                                | Frans Bauer                                      | 10 Jaar Hits                                     | –                         |
| 26. November 2005 – 16. Dezember 2005 3 Wochen | 3                                                | Madonna                                          | Confessions on a Dance Floor                     | –                         |
| 17. Dezember 2005 – 30. Dezember 2005 2 Wochen (insgesamt 13) | 13                                               | Laura Lynn                                       | Dromen                                           | –                         |
| 31. Dezember 2005 – 6. Januar 2006 1 Woche | 1                                                | Enya                                             | Amarantine                                       | –                         |

## Jahreshitparaden
| ← 2004 ← | Liste der Nummer-eins-Hits in Belgien (Flandern) | Liste der Nummer-eins-Hits in Belgien (Flandern) | Liste der Nummer-eins-Hits in Belgien (Flandern) | 2006 →   |
| \| Singles \| Position# \| Alben \| \| ----------------------------------------------------------------------------------------------------------------------------------------------------------------------------------- \| --------- \| ----------------------------------------------- \| \| Geef een teken Artiesten Voor Tsunami 12-12 Stef Bos, Bob Savenberg \| 1 \| X&Y Coldplay \| \| Axel F Crazy Frog Harold Faltermeier \| 2 \| Dromen Laura Lynn \| \| Schnappi Schnappi, das kleine Krokodil Musik: Iris Gruttmann; Text: Rosita Blissenbach, Iris Gruttmann \| 3 \| Hotel New York Anouk \| \| You’re Beautiful James Blunt James Blunt, Sacha Skarbek, Amanda Ghost \| 4 \| Hotel Moby \| \| Love Generation Bob Sinclar pres. Goleo VI feat. Gary „Nesta“ Pine Musik: Christophe Le Friant, Alain Wisniak, Jean-Guy Georges Schreiner; Text: Gary D. Pine, Duane Charles Harden \| 5 \| Forever Faithless – The Greatest Hits Faithless \| \| Fame Star Academy Musik: Michael Gore; Text: Dean Pitchford \| 6 \| Pocket Revolution dEUS \| \| Sadness Stash Gunther Benoît Jean Verspecht \| 7 \| 10 Jaar Hits Frans Bauer \| \| Kuma hé K3 Peter Jules Gillis, Alain Robert Anna Vande Putte, Miguel José Eric Wiels \| 8 \| How to Dismantle an Atomic Bomb U2 \| \| Je hebt me 1000 maal belogen Laura Lynn Musik: Eugen Römer; Text: Andrea Berg, Irma Holder \| 9 \| Songs Admiral Freebee \| \| Lonely Akon Gene Allen, Bobby Vinton \| 10 \| The Massacre 50 Cent \| |                                                  |                                                  |                                                  |          |
| ← 2004 |                                                  |                                                  |                                                  | → 2006 → |
| Singles | Position#                                        | Alben                                            |                                                  |          |
| Geef een teken Artiesten Voor Tsunami 12-12 Stef Bos, Bob Savenberg | 1                                                | X&Y Coldplay                                     |                                                  |          |
| Axel F Crazy Frog Harold Faltermeier | 2                                                | Dromen Laura Lynn                                |                                                  |          |
| Schnappi Schnappi, das kleine Krokodil Musik: Iris Gruttmann; Text: Rosita Blissenbach, Iris Gruttmann | 3                                                | Hotel New York Anouk                             |                                                  |          |
| You’re Beautiful James Blunt James Blunt, Sacha Skarbek, Amanda Ghost | 4                                                | Hotel Moby                                       |                                                  |          |
| Love Generation Bob Sinclar pres. Goleo VI feat. Gary „Nesta“ Pine Musik: Christophe Le Friant, Alain Wisniak, Jean-Guy Georges Schreiner; Text: Gary D. Pine, Duane Charles Harden | 5                                                | Forever Faithless – The Greatest Hits Faithless  |                                                  |          |
| Fame Star Academy Musik: Michael Gore; Text: Dean Pitchford | 6                                                | Pocket Revolution dEUS                           |                                                  |          |
| Sadness Stash Gunther Benoît Jean Verspecht | 7                                                | 10 Jaar Hits Frans Bauer                         |                                                  |          |
| Kuma hé K3 Peter Jules Gillis, Alain Robert Anna Vande Putte, Miguel José Eric Wiels | 8                                                | How to Dismantle an Atomic Bomb U2               |                                                  |          |
| Je hebt me 1000 maal belogen Laura Lynn Musik: Eugen Römer; Text: Andrea Berg, Irma Holder | 9                                                | Songs Admiral Freebee                            |                                                  |          |
| Lonely Akon Gene Allen, Bobby Vinton | 10                                               | The Massacre 50 Cent                             |                                                  |          |

## Wallonien

### Singles
| ← 2004 ← | Liste der Nummer-eins-Hits in Belgien (Wallonie) | Liste der Nummer-eins-Hits in Belgien (Wallonie) | Liste der Nummer-eins-Hits in Belgien (Wallonie)                                                                   | 2006 →                    |
| \| Zeitraum \| Wo. ges. \| Interpret \| Titel Autor(en) \| Zusätzliche Informationen \| \| (Zeitraum, Wochen auf Platz eins, Interpret, Titel, Autor[en], zusätzliche Informationen) \| \| \| \| \| \| ----------------------------------------------------------------------------------------- \| -------- \| ----------------------------- \| ------------------------------------------------------------------------------------------------------------------ \| ------------------------- \| \| 18. Dezember 2004 – 21. Januar 2005 5 Wochen \| 5 \| Garou & Michel Sardou \| La riviére de notre enfance Didier Rene Henri Barbelivien \| – \| \| 22. Januar 2005 – 18. Februar 2005 4 Wochen \| 4 \| Starsailor \| Four to the Floor James Walsh, James Paul Stelfox, Barry Westhead, Benjamin Michael James Byrne \| – \| \| 19. Februar 2005 – 4. März 2005 2 Wochen \| 2 \| Solidarité Asie Tsunami 12-12 \| Ensemble Pierre Rapsat \| – \| \| 5. März 2005 – 22. April 2005 7 Wochen \| 7 \| Amel Bent \| Ma philosophie Blair Nicholas Somerled Mackichan, Michael Christo Georgiades, Amel Bent \| – \| \| 23. April 2005 – 15. Juli 2005 12 Wochen \| 12 \| Ilona Mitrecey \| Un monde parfait Musik: Rosario Castagnola, Domenico Della Vecchia; Text: Laurent Guy Michel Jeanne, Mario Pirolla \| – \| \| 16. Juli 2005 – 14. Oktober 2005 13 Wochen \| 13 \| Crazy Frog \| Axel F Harold Faltermeier \| – \| \| 15. Oktober 2005 – 21. Oktober 2005 1 Woche \| 1 \| Star Academy 5 \| Je ne suis pas un héros Daniel Balavoine \| – \| \| 22. Oktober 2005 – 4. November 2005 2 Wochen \| 2 \| Crazy Frog \| Popcorn Gershon Kingsley \| – \| \| 5. November 2005 – 18. November 2005 2 Wochen \| 2 \| Lââm \| Petite sœur Musik: Simon Benjamin Caby, Lucienne Lucill Marciano; Text: Michael Goldman, Anthony Salomon Marciano \| – \| \| 19. November 2005 – 20. Januar 2006 9 Wochen \| 9 \| Madonna \| Hung Up Björn K. Ulvaeus, Benny Goran Bror Andersson, Stuart David Price, Madonna L. Ciccone \| – \| |                                                  |                                                  | |                           |
| ← 2004 |                                                  |                                                  | | → 2006 →                  |
| Zeitraum | Wo. ges.                                         | Interpret                                        | Titel Autor(en) | Zusätzliche Informationen |
| (Zeitraum, Wochen auf Platz eins, Interpret, Titel, Autor[en], zusätzliche Informationen) |                                                  |                                                  | |                           |
| 18. Dezember 2004 – 21. Januar 2005 5 Wochen | 5                                                | Garou & Michel Sardou                            | La riviére de notre enfance Didier Rene Henri Barbelivien                                                          | –                         |
| 22. Januar 2005 – 18. Februar 2005 4 Wochen | 4                                                | Starsailor                                       | Four to the Floor James Walsh, James Paul Stelfox, Barry Westhead, Benjamin Michael James Byrne                    | –                         |
| 19. Februar 2005 – 4. März 2005 2 Wochen | 2                                                | Solidarité Asie Tsunami 12-12                    | Ensemble Pierre Rapsat                                                                                             | –                         |
| 5. März 2005 – 22. April 2005 7 Wochen | 7                                                | Amel Bent                                        | Ma philosophie Blair Nicholas Somerled Mackichan, Michael Christo Georgiades, Amel Bent                            | –                         |
| 23. April 2005 – 15. Juli 2005 12 Wochen | 12                                               | Ilona Mitrecey                                   | Un monde parfait Musik: Rosario Castagnola, Domenico Della Vecchia; Text: Laurent Guy Michel Jeanne, Mario Pirolla | –                         |
| 16. Juli 2005 – 14. Oktober 2005 13 Wochen | 13                                               | Crazy Frog                                       | Axel F Harold Faltermeier                                                                                          | –                         |
| 15. Oktober 2005 – 21. Oktober 2005 1 Woche | 1                                                | Star Academy 5                                   | Je ne suis pas un héros Daniel Balavoine                                                                           | –                         |
| 22. Oktober 2005 – 4. November 2005 2 Wochen | 2                                                | Crazy Frog                                       | Popcorn Gershon Kingsley                                                                                           | –                         |
| 5. November 2005 – 18. November 2005 2 Wochen | 2                                                | Lââm                                             | Petite sœur Musik: Simon Benjamin Caby, Lucienne Lucill Marciano; Text: Michael Goldman, Anthony Salomon Marciano  | –                         |
| 19. November 2005 – 20. Januar 2006 9 Wochen | 9                                                | Madonna                                          | Hung Up Björn K. Ulvaeus, Benny Goran Bror Andersson, Stuart David Price, Madonna L. Ciccone                       | –                         |

### Alben
| ← 2004 ← | Liste der Nummer-eins-Hits in Belgien (Wallonie) | Liste der Nummer-eins-Hits in Belgien (Wallonie) | Liste der Nummer-eins-Hits in Belgien (Wallonie) | 2006 →                    |
| \| Zeitraum \| Wo. ges. \| Interpret \| Titel \| Zusätzliche Informationen \| \| (Zeitraum, Wochen auf Platz eins, Interpret, Titel, zusätzliche Informationen) \| \| \| \| \| \| ------------------------------------------------------------------------------ \| -------- \| --------------- \| ----------------------------- \| ------------------------- \| \| 4. Dezember 2004 – 28. Januar 2005 8 Wochen \| 8 \| Florent Pagny \| Baryton \| – \| \| 29. Januar 2005 – 11. März 2005 6 Wochen \| 6 \| Kyo \| 300 lésions \| – \| \| 12. März 2005 – 15. April 2005 5 Wochen \| 5 \| Les Enfoirés \| 2005: Le train des Enfoirés \| – \| \| 16. April 2005 – 27. Mai 2005 6 Wochen \| 6 \| Mylène Farmer \| Avant que l’ombre … \| – \| \| 28. Mai 2005 – 17. Juni 2005 3 Wochen \| 3 \| Raphaël \| Caravane \| – \| \| 18. Juni 2005 – 29. Juli 2005 6 Wochen \| 6 \| Coldplay \| X&Y \| – \| \| 30. Juli 2005 – 12. August 2005 2 Wochen \| 2 \| Raphaël \| Caravane \| – \| \| 13. August 2005 – 2. September 2005 3 Wochen \| 3 \| Michael Jackson \| The Essential Michael Jackson \| – \| \| 3. September 2005 – 16. September 2005 2 Wochen \| 2 \| Calogero \| Live 1.0 \| – \| \| 17. September 2005 – 14. Oktober 2005 4 Wochen \| 4 \| Alain Souchon \| La vie theodore \| – \| \| 15. Oktober 2005 – 4. November 2005 3 Wochen \| 3 \| Céline Dion \| On ne change pas \| – \| \| 5. November 2005 – 11. November 2005 1 Woche \| 1 \| Depeche Mode \| Playing the Angel \| – \| \| 12. November 2005 – 18. November 2005 1 Woche \| 1 \| Robbie Williams \| Intensive Care \| – \| \| 19. November 2005 – 25. November 2005 1 Woche \| 1 \| Johnny Hallyday \| Ma vérité \| – \| \| 26. November 2005 – 30. Dezember 2005 5 Wochen \| 5 \| Madonna \| Confessions on a Dance Floor \| – \| \| 31. Dezember 2005 – 27. Januar 2006 4 Wochen \| 4 \| Indochine \| Alice & June \| – \| |                                                  |                                                  |                                                  |                           |
| ← 2004 |                                                  |                                                  |                                                  | → 2006 →                  |
| Zeitraum | Wo. ges.                                         | Interpret                                        | Titel                                            | Zusätzliche Informationen |
| (Zeitraum, Wochen auf Platz eins, Interpret, Titel, zusätzliche Informationen) |                                                  |                                                  |                                                  |                           |
| 4. Dezember 2004 – 28. Januar 2005 8 Wochen | 8                                                | Florent Pagny                                    | Baryton                                          | –                         |
| 29. Januar 2005 – 11. März 2005 6 Wochen | 6                                                | Kyo                                              | 300 lésions                                      | –                         |
| 12. März 2005 – 15. April 2005 5 Wochen | 5                                                | Les Enfoirés                                     | 2005: Le train des Enfoirés                      | –                         |
| 16. April 2005 – 27. Mai 2005 6 Wochen | 6                                                | Mylène Farmer                                    | Avant que l’ombre …                              | –                         |
| 28. Mai 2005 – 17. Juni 2005 3 Wochen | 3                                                | Raphaël                                          | Caravane                                         | –                         |
| 18. Juni 2005 – 29. Juli 2005 6 Wochen | 6                                                | Coldplay                                         | X&Y                                              | –                         |
| 30. Juli 2005 – 12. August 2005 2 Wochen | 2                                                | Raphaël                                          | Caravane                                         | –                         |
| 13. August 2005 – 2. September 2005 3 Wochen | 3                                                | Michael Jackson                                  | The Essential Michael Jackson                    | –                         |
| 3. September 2005 – 16. September 2005 2 Wochen | 2                                                | Calogero                                         | Live 1.0                                         | –                         |
| 17. September 2005 – 14. Oktober 2005 4 Wochen | 4                                                | Alain Souchon                                    | La vie theodore                                  | –                         |
| 15. Oktober 2005 – 4. November 2005 3 Wochen | 3                                                | Céline Dion                                      | On ne change pas                                 | –                         |
| 5. November 2005 – 11. November 2005 1 Woche | 1                                                | Depeche Mode                                     | Playing the Angel                                | –                         |
| 12. November 2005 – 18. November 2005 1 Woche | 1                                                | Robbie Williams                                  | Intensive Care                                   | –                         |
| 19. November 2005 – 25. November 2005 1 Woche | 1                                                | Johnny Hallyday                                  | Ma vérité                                        | –                         |
| 26. November 2005 – 30. Dezember 2005 5 Wochen | 5                                                | Madonna                                          | Confessions on a Dance Floor                     | –                         |
| 31. Dezember 2005 – 27. Januar 2006 4 Wochen | 4                                                | Indochine                                        | Alice & June                                     | –                         |

## Jahreshitparaden
| ← 2004 ← | Liste der Nummer-eins-Hits in Belgien (Wallonie) | Liste der Nummer-eins-Hits in Belgien (Wallonie) | Liste der Nummer-eins-Hits in Belgien (Wallonie) | 2006 →   |
| \| Singles \| Position# \| Alben \| \| ------------------------------------------------------------------------------------------------------------------------------------------------------------------------------------------------------------------------------------------------------------------------------------------------------------------------------------------------------------------------------------------------------------------------ \| --------- \| ---------------------------------------- \| \| Axel F Crazy Frog Harold Faltermeier \| 1 \| Caravane Raphaël \| \| Un monde parfait Ilona Mitrecey Musik: Rosario Castagnola, Domenico Della Vecchia; Text: Laurent Guy Michel Jeanne, Mario Pirolla \| 2 \| Confessions on a Dance Floor Madonna \| \| Ma philosophie Amel Bent Blair Nicholas Somerled Mackichan, Michael Christo Georgiades, Amel Bent \| 3 \| 2005: Le train des Enfoirés Les Enfoirés \| \| Tout le bonheur du monde Sinsemilia Musik: Christophe Alain Baffert, Michael Henri Sylvestre D’Inca, Fabien Daian, Jean Christophe Della Gloria, Luc Patrice di Feliciantonio, Laurent Donald François Gisclard, Bouabdellah Grib, Olivier Jean André Inebria, Issa Sacha Kourouma, Eric Monod, Ivan Gwenael Olivier, Carine Virgine Renée Serre; Text: Michael Henri Sylvestre D’Inca, Laurent Donald François Gisclard \| 4 \| On ne change pas Céline Dion \| \| Lonely Akon Gene Allen, Bobby Vinton \| 5 \| Avant que l’ombre … Mylène Farmer \| \| T’es pas cap Pinocchio Pinocchio Bruno Berrebi, Thierry Sforza, Fiorenzo Carpi \| 6 \| Ma vérité Johnny Hallyday \| \| Hung Up Madonna Björn K. Ulvaeus, Benny Goran Bror Andersson, Stuart David Price, Madonna L. Ciccone \| 7 \| La vie theodore Alain Souchon \| \| Caravane Raphaël Raphaël Arnaud Gregory Haroche \| 8 \| X&Y Coldplay \| \| Petite sœur Lââm Musik: Simon Benjamin Caby, Lucienne Lucill Marciano; Text: Michael Goldman, Anthony Salomon Marciano \| 9 \| Dis-moi que tu m’aimes Chimène Badi \| \| La tortura Shakira feat. Alejandro Sanz Luis Fernando Ochoa, Shakira Isabel Mebarak Ripoll \| 10 \| Intensive Care Robbie Williams \| |                                                  |                                                  |                                                  |          |
| ← 2004 |                                                  |                                                  |                                                  | → 2006 → |
| Singles | Position#                                        | Alben                                            |                                                  |          |
| Axel F Crazy Frog Harold Faltermeier | 1                                                | Caravane Raphaël                                 |                                                  |          |
| Un monde parfait Ilona Mitrecey Musik: Rosario Castagnola, Domenico Della Vecchia; Text: Laurent Guy Michel Jeanne, Mario Pirolla | 2                                                | Confessions on a Dance Floor Madonna             |                                                  |          |
| Ma philosophie Amel Bent Blair Nicholas Somerled Mackichan, Michael Christo Georgiades, Amel Bent | 3                                                | 2005: Le train des Enfoirés Les Enfoirés         |                                                  |          |
| Tout le bonheur du monde Sinsemilia Musik: Christophe Alain Baffert, Michael Henri Sylvestre D’Inca, Fabien Daian, Jean Christophe Della Gloria, Luc Patrice di Feliciantonio, Laurent Donald François Gisclard, Bouabdellah Grib, Olivier Jean André Inebria, Issa Sacha Kourouma, Eric Monod, Ivan Gwenael Olivier, Carine Virgine Renée Serre; Text: Michael Henri Sylvestre D’Inca, Laurent Donald François Gisclard | 4                                                | On ne change pas Céline Dion                     |                                                  |          |
| Lonely Akon Gene Allen, Bobby Vinton | 5                                                | Avant que l’ombre … Mylène Farmer                |                                                  |          |
| T’es pas cap Pinocchio Pinocchio Bruno Berrebi, Thierry Sforza, Fiorenzo Carpi | 6                                                | Ma vérité Johnny Hallyday                        |                                                  |          |
| Hung Up Madonna Björn K. Ulvaeus, Benny Goran Bror Andersson, Stuart David Price, Madonna L. Ciccone | 7                                                | La vie theodore Alain Souchon                    |                                                  |          |
| Caravane Raphaël Raphaël Arnaud Gregory Haroche | 8                                                | X&Y Coldplay                                     |                                                  |          |
| Petite sœur Lââm Musik: Simon Benjamin Caby, Lucienne Lucill Marciano; Text: Michael Goldman, Anthony Salomon Marciano | 9                                                | Dis-moi que tu m’aimes Chimène Badi              |                                                  |          |
| La tortura Shakira feat. Alejandro Sanz Luis Fernando Ochoa, Shakira Isabel Mebarak Ripoll | 10                                               | Intensive Care Robbie Williams                   |                                                  |          |